# Социалистическая советская республика Тавриды
Социалисти́ческая Сове́тская Респу́блика Таври́ды (также известна как Таври́ческая Сове́тская Социалисти́ческая респу́блика) — советская республика, де-юре независимая, де-факто в составе РСФСР, провозглашённая на территории Крыма 21 марта 1918 года.

## Предыстория
Крымская народная республика, фактически самопровозглашённая 13 декабря 1917 года Курултаем крымских татар не была представительным органом всего населения Таврической губернии, а представляла интересы крымских татар. При этом если её гражданские лидеры придерживались национально-демократических взглядов, то военные формирования, т.н. "эскадронцы", включающие в себя большое количество кадровых офицеров, были существенно реакционнее. Земство, реальный представительный орган законно избранный населением, заняло выжидательную позицию, признав власть Директории, все должности в которой занимали крымские татары.
Практически сразу началась конфронтация Крымской народной республики и левых партий, прежде всего большевиков. Те опирались на Севастопольский совет и революционизированных большевиками и анархистами матросов и солдат Главной базы Черноморского флота, управляемых Черноморским флотом. К началу 1918 года дошло до вооружённых столкновений. Пытаясь взять под свой контроль весь полуостров, 11 (24) января 1918 года Директория, явно переоценив свои силы, направило подчинённые ему войска на Севастополь, которые в ходе боёв 12 (25) — 13 (26) января с красными потерпели поражение. После этого, 14 (27) января при поддержке Севастопольского отряда красногвардейцев и моряков Черноморского флота татарские формирования эскадронцев были выбиты из Симферополя. Д. Сейдамет покинул Крым, Н. Челебиджихан был арестован и помещен в Севастопольскую тюрьму, а 23 февраля этого же года в Севастополе он был без суда убит матросами, а его тело было выброшено в Чёрное море.
Победив военным путём в крупных городах большевики начали первую волную Красного террора, во многом стихийно, когда одни деятели порицали террор, а другие проводили массовые бессудные казни. Одновременно проходил процесс создания новых органов власти, в которых, в свою очередь, были представлены только левые силы. Политически и юридически они признавали власть правительства Российской Социалистической Федеративной Советской Республики (1917—1922) - Всероссийского центрального исполнительного комитета. 

## История

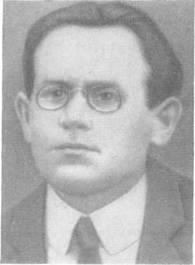
А. И. Слуцкий (1884-1918), Председатель СНК Советской Социалистической Республики Тавриды. Расстрелян крымскотатарскими националистами 24 апреля 1918 года под Алуштой.

Таврический Центральный исполнительный комитет, избранный на I Учредительном съезде Советов, ревкомов и земельных комитетов Таврической губернии (проходил в Симферополе 7—10 марта 1918 года), объявил своими декретами от 19 и 21 марта о создании Таврической ССР. На съезде также был сформирован Совет народных комиссаров Таврической ССР, в который вошли 8 большевиков и 4 левых эсера. Руководителем СНК был избран А. И. Слуцкий. Председателем ЦИК стал Жан Миллер.
Центральный исполнительный комитет и СНК Таврической ССР, исполняя декреты советской власти, приступили к конфискации крупных земельных угодий и национализации промышленности. В марте—апреле 1918 года СНК Тавриды отправил центральным областям Советской России свыше 5 миллионов пудов (≈ 82 000 000 кг) провизии.
В начале апреля 1918 года Слуцкий отправил телеграмму в СНК РСФСР с просьбой удостоверить, что «Крым к Украине не отходит». Нарком по делам национальностей И. В. Сталин телеграфировал Слуцкому, что сведения об отходе Крыма к Украине не обоснованы, что, «по имеющемуся у нас документу германского правительства, ни немцы, ни Киев на Крым не претендуют, берут только материковую часть Таврической губернии». Немецкие власти ввели в заблуждение правительство Советской России уже имея реальные планы оккупации, а УНР не могла самостоятельно аннексировать Крым, но готова была сотрудничать с Германией.
Запущенное агитаторами в 1917 году разложение Черноморского императорского флота, продолжившееся при Временном правительстве, отмена единоначалия развалило и военные силы красных. Имея в Севастополе более десяти тысяч матросов и солдат, они не могли выставить для защиты Крыма даже полка, ограничившись посылкой разрозненных отрядов добровольцев. А. И. Слуцкий заявлял на собрании делегатов береговых и судовых частей, мастерских Севастопольской базы 17 апреля 1918 года:
«Мы определенно заявляем о том, что республика полуострова Крым не входит в территорию Украины… Броситься в войну мы не можем, так как Красная армия в Крыму превратилась в банду мародеров».
18 апреля 1918 года отряд из состава армии Украинской Народной Республики под командованием полковника П. Ф. Болбочана без согласования с немцами вторгся на территорию республики, причем вместо штурма Сиваша его бронепоезда просто проследовали по путям, пользуясь фактическим отсутствием обороны красных. За ними в Крым вошли кайзеровские войска под командованием генерала фон Коша. 21 апреля 1918 года большинство членов ЦИК и СНК Таврической ССР, включая Антона Слуцкого и главу губкома РКП(б) Яна Тарвацкого, в ходе эвакуации большевистского руководства были арестованы поднявшими мятеж крымскотатарскими националистами в селении Биюк-Ламбат, перевезены в Алушту, 22—23 апреля подвергнуты пыткам и издевательствам, а 24 апреля — расстреляны на окраине Алушты, в горной балке рядом с Шумой. Также в числе расстрелянных: Коляденко Алексей И. — нарком финансов, Новосельский Станислав — нарком внутренних дел, Багликов Тимофей — член Алуштинского ревкома, Жилинский Иван и Кулешов Семён — красноармейцы, Баранов и Бейм Абрам А. — члены Севастопольского горсовета.
30 апреля 1918 года Советская Социалистическая Республика Тавриды была ликвидирована. Власть перешла к оккупационным властям, а  немного позднее к лояльному немцам Крымскому краевому правительству М. А. Сулькевича.

## Память
- В городском центральном парке г. Алушты с 1933 года находится братская могила членов правительства Советской Социалистической Республики Тавриды, расстрелянных в 1918 году. 6 ноября 1940 года по проекту архитекторов К. Галиева и Я. Усейнова над могилой был сооружён пятигранный обелиск со звездой. Общая высота — 12,5 м[6].
- В 1940 году, в одной из горных балок рядом с Шумой, на месте расстрела членов правительства Советской Социалистической Республики Тавриды и других активных участников установления советской власти в Крыму возведён обелиск[арм.].